# ナイキ
ナイキ（Nike, Inc.）は、スポーツ関連の靴、アパレル、機器、アクセサリー、サービスの設計、開発、製造、世界的なマーケティングと販売を行うアメリカ合衆国の多国籍企業。本社はオレゴン州ビーバートン近郊、ポートランド都市圏にある。世界最大のアスレチックシューズとアパレルのサプライヤーであり、スポーツ用品の大手メーカーであり、2020年度（2020年5月末まで）の売上高は374億ドルを超える。

## 概要
1968年にオニツカタイガー（現アシックス）のアメリカにおける輸入総代理店・販売代理店「BRS（ブルー・リボン・スポーツ）」として鬼塚喜八郎と50ドルで契約したフィル・ナイトとビル・バウワーマンによって設立された。オニツカタイガーからスニーカーづくりのノウハウを学び、1971年にオニツカタイガーから代理店契約終了とアメリカの銀行から融資継続拒否を告げられ、資金切れを起こしたところを日商岩井（現:双日）の支援を受けた。自社ブランドとしてナイキを創設し、オニツカタイガーの技術者を引き抜き、福岡のアサヒコーポレーションでトレーニングシューズを生産、社名もナイキと改名した。1981年に日商岩井と「NIKE international」を創設し、世界40カ国以上で海外販売も開始した。その後も不渡りを理由にメインバンクから取引停止される事態を起こした際にも日商岩井ポートランド支店経理担当の独断による肩代わりで倒産を免れている。後にニューヨーク証券取引所に上場。社名の由来は、同社社員のジェフ・ジョンソンが夢で見たギリシャ神話の勝利の女神「ニーケー (Nike)」から。日本法人は、株式会社ナイキジャパンである。

## 歴史

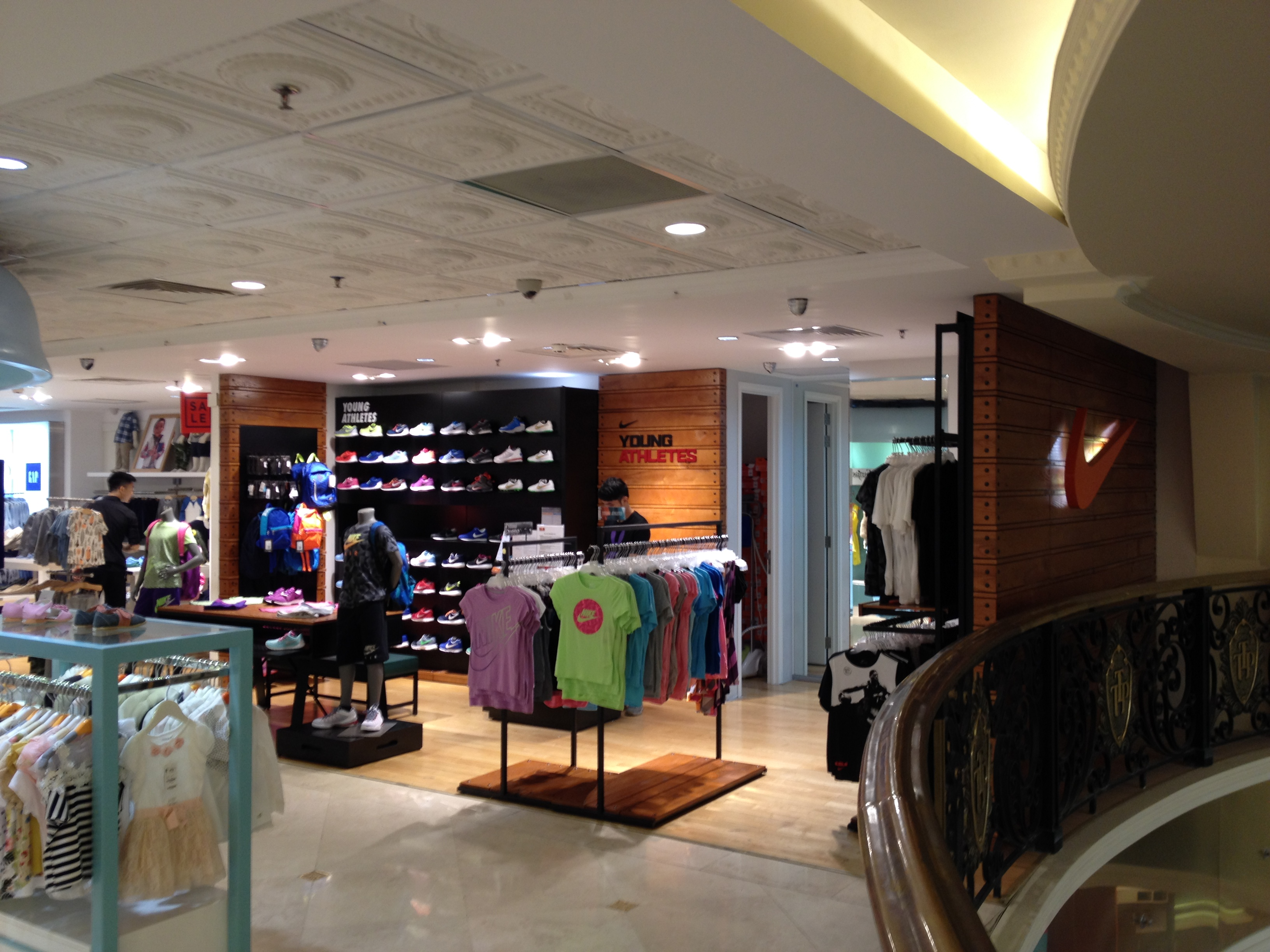

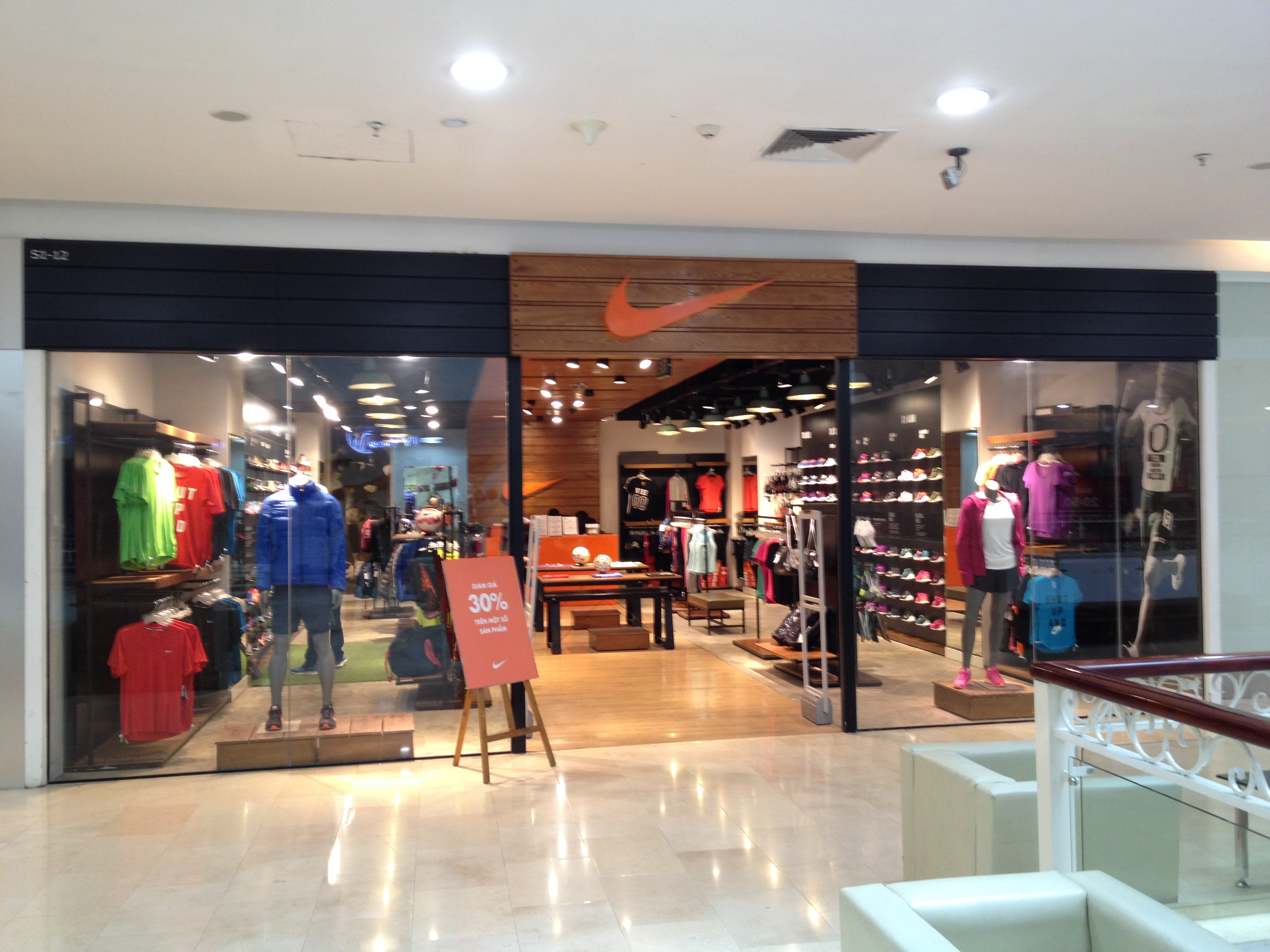

オレゴン大学の陸上部で活躍し、スタンフォード大学経営大学院在学中にビジネスプランの論文「日本の運動靴は、日本のカメラがドイツのカメラにしたことをドイツの運動靴に対しても成し遂げ得るか」を書いた創業者のフィル・ナイトが卒業後に出向いた神戸でオニツカタイガー（現アシックス）の品質と低価格を気に入り、代理店交渉をしたことから始まった。1962年に鬼塚喜八郎から「裸一貫で事業を始めたいとの彼の心意気に創業当時にリュックをかついで全国を歩いた自分の姿が重なり、この若者に思い切って販売店をやらせてみることにした。」として気に入られ、わずか50ドルでオニツカ・タイガーのアメリカの独占輸入販売権を取得したことから始まる。
1964年、オレゴン大学の陸上コーチであったビル・バウワーマンと共同でナイキの前身であるブルーリボンスポーツ（BRS）社を設立し、日本からオニツカタイガーのランニングシューズを輸入しアメリカ国内で販売し始めた。
BRS社は次第にオニツカの製品開発にも関与するようになり、バウワーマンのアイデアによってオニツカは1968年に「タイガー コルテッツ」をデザインする。これは「タイガー マラソン」と並ぶBRS社の看板となった。しかし、たび重なるオニツカの輸送や発注トラブルに不満を抱いたBRS社は日本の総合商社である日商岩井（現・双日）のポートランド支店ナイキ担当の“スメラギ“こと皇孝之やポートランド支店経理担当の“アイスマン・イトー“こと伊藤忠幸の尽力のもと、日商岩井から融資を得たこともあり、自社でシューズを生産することに決定した。1971年にオニツカとの提携を終了する。
1971年6月18日、ナイキの象徴である「スウッシュ」がデザインされた最初のシューズが発売された。「スウッシュ」がギリシャ神話の勝利の女神である「Nike」が翼を広げたデザインに見えなくもないことから、社員の助言でシューズのブランド名を「Nike（ナイキ）」とし、社名もナイキに変更された。創業当初はメキシコの工場で生産していたが、高品質なシューズを生産するために日商岩井の仲介によりオニツカタイガーの競合社である福岡県の日本ゴム（現・アサヒシューズ）の工場でトレーニングシューズを生産することになり、1972年より生産を開始した。
一方で、オニツカとの提携終了後もバウワーマンの名付けた「コルテッツ」の名称をオニツカが使用していたため裁判を起こすこととなった。裁判は1974年に決着し、ナイキはオニツカから「コルテッツ」の使用権を獲得する。オニツカはナイキに1億数千万円の和解金を支払うことになり、「タイガー コルテッツ」は「タイガー コルセア」（現・「アシックス コルセア」）に名称が変更された。また、「ナイキ　コルテッツ」はその後もナイキの看板となっている。なお、以上はあくまでナイキ側の視点で、オニツカ側の視点では、オニツカの海外の販売店が日商岩井に唆されてオニツカを裏切りオニツカのライバル商社と提携した上にオニツカを訴えて和解金を支払う羽目になるという、「高い授業料を払わされた」ことになっている。
ナイキは新興メーカーながら、1970年代より積極的な広告キャンペーンによりシェアを獲得していた。技術開発も盛んに行い、1978年にはソールに「エア」を搭載した「エアソール」を初めて使った「ナイキ　テイルウインド」を発売する。1980年代から1990年代にかけてはバスケットボール選手のマイケル・ジョーダンとタイアップした「エアジョーダン」シリーズや、ソールに搭載されたエアが可視化された「ビジブルエア」の前衛的なデザインからラッパーのファッションとしても愛好された「エアマックス」シリーズが世界的に大人気となった。特に1995年に発売された「エアマックス95」は、エアシリーズで初めて前足部のエアまでも可視化されたデザインから1990年代に大ブームとなったハイテクスニーカーの代表作として、単なるスニーカー以上の人気となった。日本でもスニーカーブームのピークとなる1995年から1998年頃にかけてはエアマックス95の値段が高騰し、履いているエアマックス95を強奪されるエアマックス狩りが社会問題となった。
2012年よりイギリスのリーボックに代わってNFLの公式アパレルとなった。
現在においても、ナイキは運動靴のみならず多くのスポーツ製品を手がけている。
2017年にナイキの創業者でもあるナイトの自伝『SHOE DOG』が発売された。
2020年よりナイキが、MLB全チームの公式ユニフォームサプライヤーの契約締結を発表。今回の契約で、北米4大プロスポーツリーグの公式アパレルを務めることになる。また同年、実店舗として広州に「Nike Rise」を試験的にオープン。後にソウルやロンドンでも開店し、2022年には北米初の店舗としてマイアミでオープンした。

## ロゴマーク
スウッシュ(Swoosh) は、1971年に商標登録されたナイキのロゴマークである。ロゴマークは、勝利の女神であるニーケーの彫像の翼をモチーフにデザインしたとされている。また「勢いよく動く」という意味で、その形状は躍動感やスピード感を表現している。日本では「スウォッシュ」と誤読・誤記されることが多い。
ナイキのロゴのデザインは、1971年にナイキの創設者でもあるナイトが会計学の講師をしていたポートランド州立大学で出会ったキャロライン・デビッドソンが制作した。ナイトはグラフィックデザインを専攻していたデビッドソンが製図の課題をしていたところを捕まえ、ロゴのデザインを依頼したのだった。まだデザインを仕事にして間もないデビッドソンは、スウッシュのデザイン料として僅か35ドルの請求書をナイトに提出した。デビッドソンはその後もナイキ初期の多くのツールのデザインを手がけることになった。デザイン制作が代理店に移った後の1983年9月、デビッドソンは当時スポーツブランドとしてナイキを成功させていたナイトの呼び出しを受け、ナイトからダイヤモンド入りの金のスウッシュリングとナイキ株を受け取った（具体的な株数は不明）。
- 1964–71
- 1971–78
- 1978–95 [注釈 2]
- 1995–present

## 主なテクノロジー

### ワッフルソール

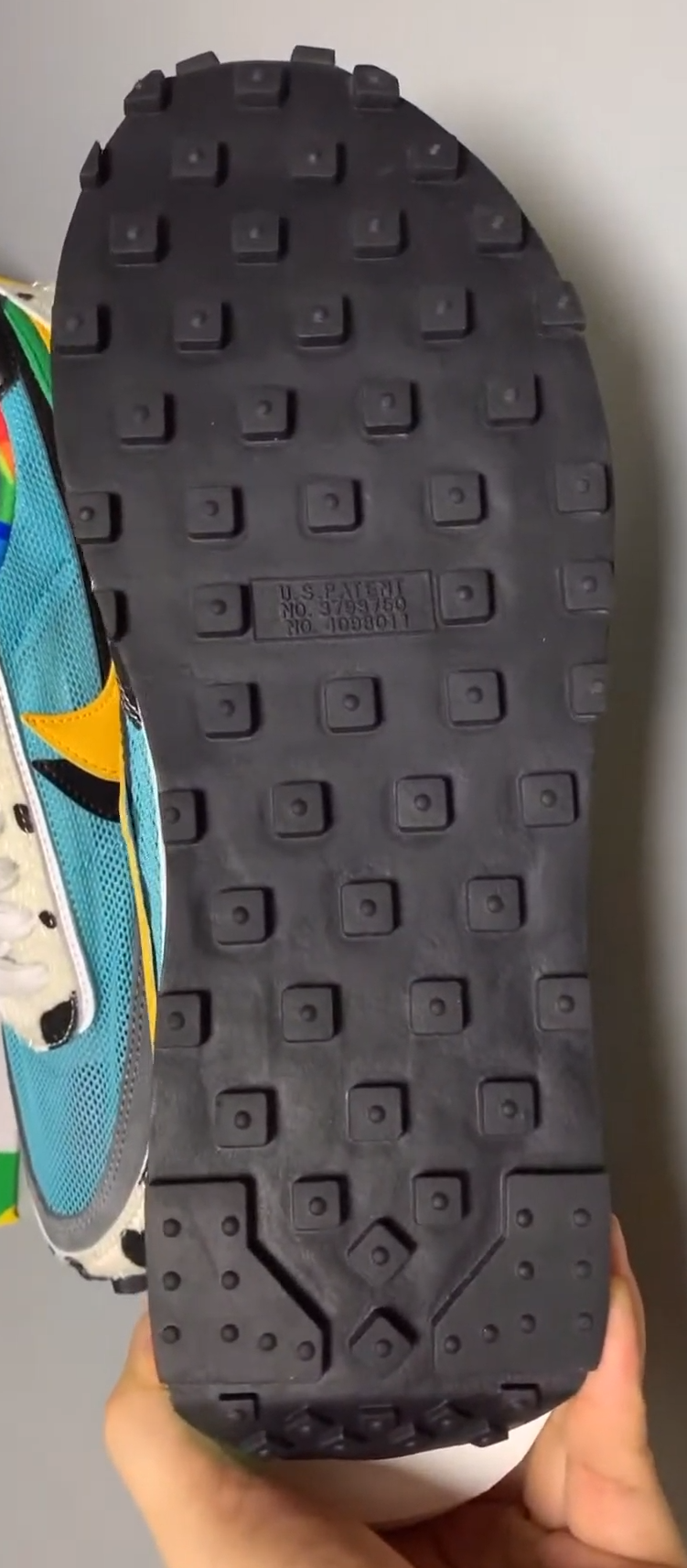
ワッフル

焼き菓子のワッフルからヒントを得て開発されたソールパターンで、独特のパターンはクッショニングやグリップに優れておりアスファルトやダートなど様々な路面状況に対応できる。初期プロダクツには「ワッフル」の名を冠するオレゴンワッフル・ワッフルトレーナー・ワッフルレーサーなどがある。他にもLD-1000・LD-V・エリートなど当時のフラグシップモデルに多数採用されていた。

### AIR（エア）
衝撃を吸収するためのミッドソールの中に仕込んだエアバッグのこと。1978年に発表された。発案者は元NASAの技術開発者フランク・ルディである。特許取得番号は4219945、受託人はロバート・ボガードで、クッション性を確保するためのエアバッグはビニールパックの内部にガスを充填したものであり、搭載位置は試行錯誤の末、ミッドソールの中に仕込むという方法を発明し、ここに完成した。もともとは6フッ化硫黄が充填素材として用いられていたが、環境保護の問題や耐久性の観点から2001年頃から充填素材として窒素ガスが使用されるようになった。ナイキにおける初搭載モデルはメンズシューズはテイルウインドであり、レディースはテンペストである。

### Lunarlon（ルナロン）
内側のコア部分に柔らかいフォームを使用し、外側のブリッジ部分には硬いフォームを使用した2層構造にすることで高いクッション性・高弾性・履き心地を実現している。

### React Form（リアクトフォーム）
クッション性、反発性、軽量性、耐久性の4つの性質を一つの素材で再現すべく、約３年の開発期間を経て開発された新素材。ルナロンと比較しエネルギーリターンが13％向上している。

### ZOOM X（ズームエックス）
ナイキのシューズテクノロジー史上最も軽く、柔らかく、反発性が優れているフォーム。耐久性は低いもののレーシングシューズでは能力を発揮する。反発はフォームの中で一番強く、二番目にクッション性がある。航空宇宙産業の技術を用いられているため大量生産が出来ない。厚さがあっても軽い理由は原料に窒素を注入し発泡スチロールのような形質を持っているからだ。
ヴェイパーフライ4％・ヴェイパーフライ4％ フライニット・ヴェイパーフライネクスト％・アルファフライネクスト％・ヴェイパーフライネクスト%2・ペガサスターボ2・ボメロ15・インヴィンシブルランフライニット・テンポネクスト%・ドラゴンフライ に使用されている。
名前にあるヴェイパーは「蒸気」という意。

## 主な製品

### コルテッツ

Cortez

1971年に最初のコルテッツであるレザーコルテッツを発表以来、現在まで生産され続けているナイキを代表するモデル。素材はレザー・ナイロン・スウェードなどがあり、そのバリエーションは多岐にわたる。

### ペガサス
1983年に誕生し、40年を超える歴史を持つナイキのランニングシューズを象徴するモデルの一つ。馬の半身に翼をもつペガサスのように、エアをソールの半分に使っていることからこの名がついた。シリーズ通算でナイキのランニングシューズとして最多の販売数を誇る。

### エア・フォース1
AIR FORCE1：「ナイキエア」を搭載したバスケットボールシューズ第一号で、1982年に発売された。デザイナーはBRUCE KILGORE(ブルース・キルゴア)。
ミッドソールに備えたフルレングスのエアクッションや、アウトソールのピボットポイント、フィッティングを高めるためのアンクルストラップなど発売当初としては最新鋭の機能を備えていた。

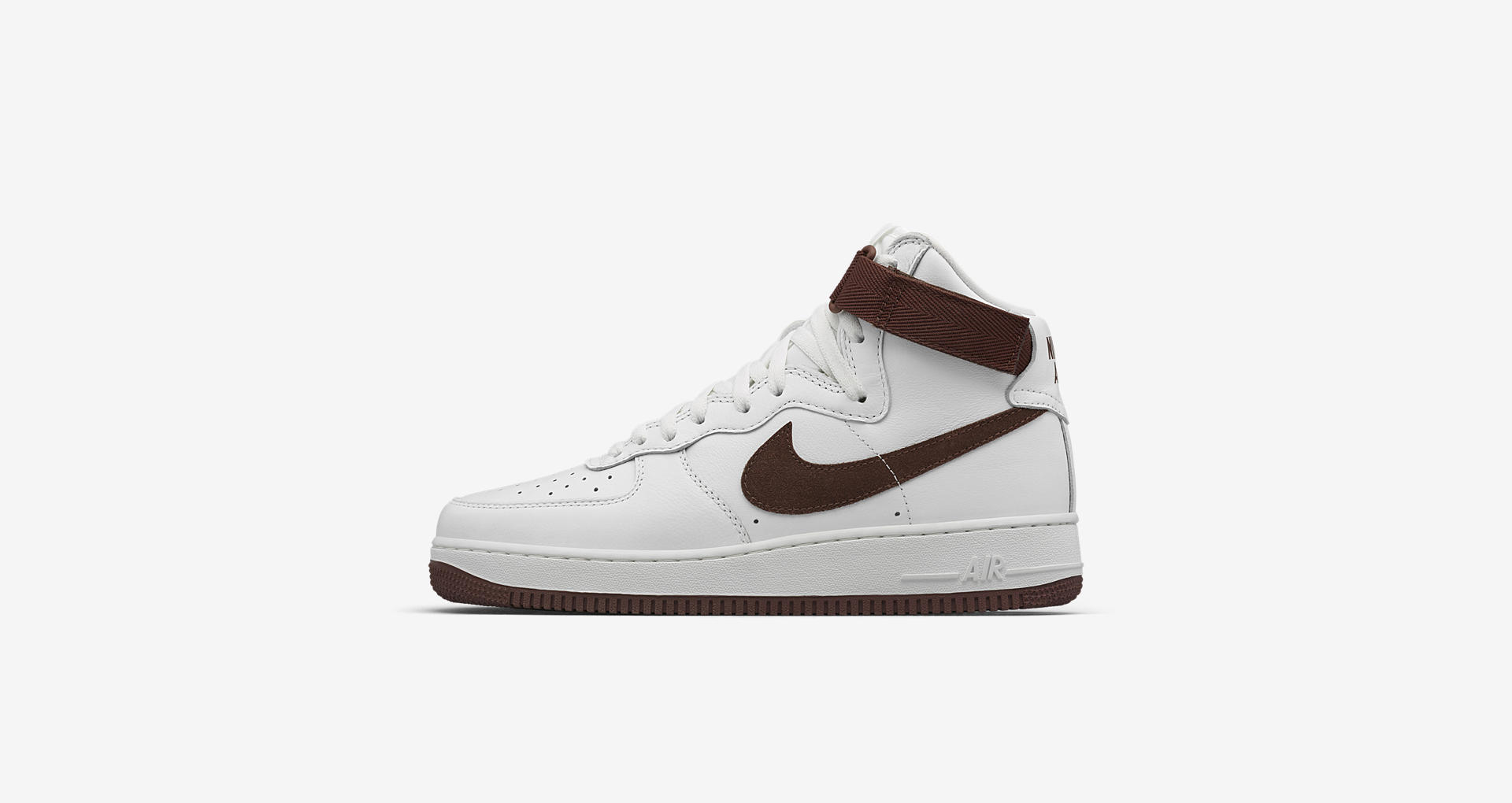
ナイキ　エア・フォース1復刻版

### エア・ジョーダン
AIR JORDAN：マイケル・ジョーダン（元・NBAシカゴ・ブルズなど）の名を採ったバスケットボールシューズ。1985年に最初のモデル「エアジョーダンI」が発売された。以降、年1回のペースでモデルチェンジされる。

### エアマックス

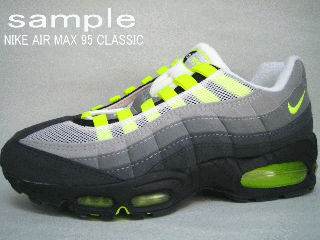
エアマックス95

世界初のビジブルエア搭載のシューズである。初代のシューズはティンカー・ハットフィールドがパリのポンピドゥーセンターから着想を得てデザインしたエアマックス1であり、1987年に発売された。
このシューズを皮切りに人類はエアソールを「履く」ばかりか「見る」こととなるのだが、ビジブルエアの目的は、デザインというよりもエアバッグにかかる圧を逃がすためにミッドソールにウインドウを開けるという機能面を考慮しての考案である。
以降、舗装路におけるビジブルエア搭載のランニング・トレーニング用シューズ最上位モデルにその名が冠せられているが、エア・スタブやエア180などの例外もある。
特に1995年に発売された通称「エアマックス95」は爆発的に売れ、数多くの偽物の流通や「エアマックス狩り」などもあってマスコミにとりあげられ、社会現象化したことで良くも悪くもナイキの社名と製品を有名にした。
本来、ナイキはネーミングに関しては厳格で、市場では区別のためにエアマックスの後に数字や西暦の下二桁を付した名称で認識されたモデルも正式名は常に「AIR　MAX」であったが、近年その傾向は薄れ正式なモデル名にも認知度の高い通称を採用するようになった。
エアマックスシリーズは、当初はエアバッグを含むソールを如何に進化させるかに重点を置いていた。
2代目となるエアマックスライトでは、2種類の素材（ファイロンとポリウレタン）をミッドソールに使用したり、4代目となるエアマックス4（後にエアクラシックBWへ改名）ではウインドウを大きくするなど随所においてソールの進化が見られる。

### ショックス
かかとなどにコラム（柱）を搭載し、クッション性と反発性を高めたシューズ。2000年に発売され、2001年にはビンス・カーターのシグネイチャーモデル「Nike Shox VC」が発売された。

### ダンク
詳細は「ナイキダンク」を参照
1985年に発売したバスケットボールシューズ。1999年に復刻。2020年現在ではSBラインのダンクが高騰している。基本的にはSB取扱店での販売のためスケートボードショップなどでの販売であり販路が少ない。また大手スニーカーショップと違い身内や知人などに優先的に販売する所謂抜きと言われる行為が行われており限定もののダンク以外にインラインのダンクも中々買えないという現象が起きている。

## サッカースパイク

### ファントムビジョン
2018年7月から登場。これまで特殊の糸で編み上げたフライニット技術を採用した「マジスタ」に代わるサイロとして誕生した新しいモデル。フィリペ・コウチーニョ、ケヴィン・デ・ブライネ、セルヒオ・ブスケツ、レオン・ゴレツカなどといった、ボールコントロールが優れた選手達が着用している。

### マーキュリアル
クリスティアーノ・ロナウド、エデン・アザール、キリアン・エムバペといった、爆発的なスピード重視の選手向けに作られたシューズで、アッパーにフライニットを搭載している。また、フライワイヤーで抜群の軽量性とホールド感を実現している。

### ファントムヴェノム
これまでTOTAL 90に代わる新シリーズとして2013年に登場したハイパーヴェノムが、2019年から一新。点取りにこだわるフィニッシャーのためにあらゆる機能が組み込まれたサッカーシューズ。主にロベルト・レヴァンドフスキ、ピエール＝エメリク・オーバメヤン、エディンソン・カバーニ、ハリー・ケインらが着用している。

### ティエンポ
ボールタッチを重視したカンガルーレザー使用のサッカーシューズ。ジェローム・ボアテング、ジェラール・ピケ、ダニ・カルバハルなど、ディフェンダーを中心とした選手が主に着用している。

## ナイキのスポンサー活動
- ナイキは、サッカーでは代表チームで主にブラジル代表のほか、イングランド代表、フランス代表、オランダ代表、クロアチア代表、ポーランド代表、アメリカ代表、オーストラリア代表、韓国代表、ナイジェリア代表、カナダ代表などをスポンサードしている[13]。クラブチームでは、チェルシーFC、トッテナム・ホットスパーFC、インテル・ミラノ、FCバルセロナ、アトレティコ・マドリード、パリ・サンジェルマンFC、スポルティングCP、コリンチャンス、クルブ・アメリカ、アトレティコ・ナシオナル、アル・アインFC、鹿島アントラーズ、浦和レッドダイヤモンズ、サンフレッチェ広島、中国サッカー・スーパーリーグ全チームもスポンサードしている。

- また、ナイキは2020年からアメリカの大リーグ（MLB）全チームの公式ユニフォームサプライヤーを務めている[14]。

- バスケットボールでは米バスケットボールNBA全チーム[15]のほか、代表チームでは日本代表[16]やアメリカ代表、スペイン代表、フランス代表、中国代表など複数国のサプライヤーを務めている。

- その他にはラグビーアルゼンチン代表、南アフリカ代表、クリケットインド代表等のユニフォームを提供している。

- 日本プロ野球・パシフィック・リーグの全選手へアンダーレイヤー（NIKE PRO COMBAT）を提供している（2012年より。ただし、他社契約選手を除く）[17]。

- アイスホッケーの各国代表チームの公式スポンサーを提供している。

- また、ナイキはNFLと2010年10月13日にライセンス契約を結び、リーボックに代わって全32チームのユニフォームを提供している。

### タイガー・ウッズとのスポンサー契約
2009年12月14日、ナイキのナイト会長は不倫スキャンダルで注目を集めるタイガー・ウッズとのスポンサー契約を継続する考えを示した。これについてアメリカのスポーツ専門誌「Street & Smith's SportsBusiness Journal」にて、「彼は本当に偉大な存在。彼のキャリアが終わりになる時、今回の軽率な行為は小さな過ちだった」と振り返られている。
2024年1月8日、ウッズは27年間継続していたナイキとのスポンサー契約を終了したことを発表した。

### 日本でのナイキのスポンサー契約
- ナイキは上記の通り、Jリーグの鹿島、浦和、広島の3クラブとトップパートナー契約を結んでおり、ユニフォームにスウッシュのロゴマークが入っている。
- 陸上競技では大迫傑（マラソン）泉谷駿介（110H）とスポンサードしている。
- テニスでは錦織圭（シューズのみ）、大坂なおみとスポンサー契約を結んでいる。
- 2001年から2015年まで、ナイキは埼玉西武ライオンズのユニフォームサプライヤーとなっていた。この西武のユニフォームの左胸にスウッシュが入ったが、これは日本プロ野球で初めてブランドロゴがユニフォームに入った例でもあった。2012年からナイキは日本プロ野球としては初めてパ・リーグと公式サプライヤー契約を結び、全6球団にナイキの機能性アンダーウェア「NIKE PRO COMBAT」をすべてのシーズンを通して提供している[17]。
- 2023年からは、読売ジャイアンツのユニフォームサプライヤーとなった。

ナイキストア
- ナイキストア成田エアポート（千葉県成田市）
- ナイキストア吉祥寺（東京都武蔵野市）
- ナイキストア軽井沢（長野県北佐久郡軽井沢町）
- NikeOsaka（フラッグシップ）（大阪府大阪市中央区）
- ナイキストア京都（京都府京都市下京区）
- NikeFukuoka（フラッグシップ）（福岡県福岡市中央区大名）
- NSW（コンセプトストア）（東京都渋谷区原宿）
- NikeHarajuku（フラッグシップ）（東京都渋谷区）

## 論争
ナイキは差別問題などの論争を度々起こしている。

### 意図的な品薄商法への批判
ナイキは世界各地で人気の靴の生産を需要に見合った数を毎回生産せずに、生産数を極限まで減らして、限定モデルを少しずつ出す品薄商法により、意図的にブランド価値を高める、作られたスニーカーバブルを起こしていると指摘されてきた。「スニーカーをただの金儲けとしか捉えていない。」「本物のスニーカー好きは迷惑千万」とナイキの拝金主義は批判され続けているが、辞める見込みはないと糾弾されている。
2021年にはコービー・ブライアントの妻、ヴァネッサ・ブライアントは、ナイキへの声明にて、「私はファンがいつでも彼の製品を手に入れることができ、着用できることを願っていますが、彼の商品はいつも一瞬で売り切れます。そのことが、すべてを物語っています。私は夫のレガシーを反映したナイキとのパートナーシップが長く続くことを望んでいました。コービーとジジのレガシーを尊重するために、私たちは全力を尽くします」と指摘した。ヴァネッサが「いつも一瞬で売り切れる」ことを敢えて声明に載せた背景について、ナイキが一部の商品の販売数を極端に絞り、入手困難な状況を作ることでブランドの価値を高めようとする商法は年々エスカレートし、バッシュをバスケをする時に履くものではなく、投機商品にした罪からであった。ナイキによる靴の品薄商法・転売屋による投機批判を描いたNETFLIXのドラマ『Sneakerheads』がヒット作にまでなっている。シューズを手に入れているのは金持ちのマニアと転売屋であり、特にナイキが子供サイズを頑なに作らず、コービーシリーズが子供たちを見向きもしていないこと、コービーの死後に更に関連商品供給制限をかける悪質さで本来のユーザーであるバスケットプレーヤーにシューズが完全に無縁のものとなっている状況へのヴァネッサの怒りが背景にある。ナイキは「契約上の関係は終了しましたが、彼は今でもナイキファミリーの一員として深く愛されています」とのヴァネッサによる批判への声明を発表したが、遺族らは新ブランドをつくるため、リリース予定の今後のコービーのモデルは発売中止に追い込まれた。ヴァネッサ・ブライアントは、ナイキとの決別声明後に、「私の望みは、コービーのファンたちがいつでもプロダクトを手に入れることができ、それを着用してもらうことです。私はそのために戦い続けます。コービー関連の商品は、転売の標的になっており、それが全てを物語っています」とコメントしている。

### 女性差別文化
ナイキは2018年に男女差別企業として、従業員女性ら2人に訴訟を起こされたが、原告は500人に膨れ上がると伝えられている。彼女らは「役職が上がるにつれて女性の登用率は下がり、女性がナイキで上を目指すのは難しい。ナイキは男性よりも女性に対する評価基準が厳しく、男性が処罰の対象になることは稀である。女性の方が給与やボーナスの額も低く、ストックオプションの株数も少ない。女性が人事部に差別やセクハラを含むあらゆるハラスメントについて訴え出ても、無視されるか、不適切な対応がなされる」と告発している。2015年12月の幹部ら男性陣が大騒ぎだったナイキ内部のパーティー後、男性ナイキ幹部が原告の1人であるサラ・ジョンストンは不適切な性的メッセージと自分の裸写真を送られている。告発女性らはナイキの女性差別の社風・文化を「ボーイズ・クラブ」と例え、2018年3月のウォールストリートジャーナルによるナイキ社内の女性差別文化の告発報道に始まり、ニューヨークタイムズもわいせつ行為・セクハラ告発で幹部らが相次いで辞任に追い込まれたこと、「ナイキ社内の女性は有毒な生活環境にあった」と社内の実態の告発報道をしている。

### 途上国・ウイグル人搾取・二重基準批判
ナイキの製品デザインは自社で行うが、自社工場を持たずに生産は外部の工場に委託している。以前よりナイキは海外工場において労働力の不当な搾取をしていると噂されていた。1997年、NGOによって実際にナイキのベトナムなど東南アジアに所在する委託工場における児童労働、低賃金労働、長時間労働、セクシャルハラスメント、強制労働などの問題点の存在が明らかになった。こうした事実を知ったアメリカのNGO団体および学生たちは大学キャンパスやインターネットを使用し、ナイキの社会的責任を批判した。運動は製品の不買や訴訟問題に発展した。これに対してナイキは、1999年にグローバル・アライアンスを設立し世界各国の自社を含む多国籍企業における労働環境の調査を行い、環境の改善に対して迅速に取り組めるよう対応したと主張していた。
だが、中国政府の少数民族に対する迫害の一環によって新疆ウイグル自治区で拘束されて中国全土で奴隷的労働させられているウイグル人工場を利用しているため、名指しの批判を受けている。オーストラリア戦略政策研究所（ASPI）の報告書によれば、2017-2019年だけでも8万人のウイグル人が住んでいた新彊自治区以外の工場に強制的に移住させられた。彼らは継続的な監視の下で、故郷から遠く離れた工場で外界と隔離された宿舎に住まわされ、労働時間以外に組織的な中国語教育とイデオロギー訓練に参加させられ、宗教的な行事への参加も禁止されていた。マイク・ペンス米副大統領からも2019年に、中国と共に「人権侵害を進んで無視」しているアメリカの多国籍企業としてナイキは名指され、批判を受けている。ASASPIは中国の9つの省にある27の工場で、新彊地区から送られたウイグル人労働者が使われていることを確認し、中国東部の山東省の青島にあるスポーツシューズ工場を例に取り上げている。主な供給先はナイキであり、2020年1月のみで600人、2007年以降からの累計では9,800人のウイグル人労働者が新彊地区からこのスポーツシューズ工場に送られた。彼らは昼間はナイキの靴を作り、終業後の夕方には中国語教育と中国賛美など新彊再教育キャンプをほぼ再現したものが行われていた。
設立地であるアメリカでは、ナイキがアメリカ国内ではBLM活動を全面支持するなどアメリカの人権レベルを批判する活動をしながら、中国のウイグル人差別・搾取に加担し、ウイグル奴隷労働禁止法案に反対するロビー活動も行うといった二重基準を批判されている。マルコ・ルビオは黒人差別問題を訴えるナイキの米国内広告を引用しながら、「同じ企業が（強制労働阻止の法案に）反対のロビー活動を(米国内で)している」と指摘し、その二重基準を批判した。オーストラリア在住の亡命中国人で著名なイラストレーターである巴丢草は「ナイキにとって、黒人は(ナイキの)靴を買ってくれる存在だが、ウイグル人は靴をつくるだけの存在なのだろう」と糾弾している。香港の有名な人権活動家である楊政賢も巴を引用しながら2020年でさえウイグル人奴隷禁止法案にアップル、コカコーラ、ナイキが廃案のためのロビー活動して明確に奴隷制度を支持していることを信じられないと批判した。

### 宮下公園改修騒動
東京都の渋谷区は区内の宮下公園が老朽化したため改修を計画したが、不況下で財源難だったため2009年6月にナイキ（ナイキジャパン）に対して命名権を売却し有料公園として改修する方針を決めた。ナイキは同公園を「宮下NIKEパーク」と命名する権利を年間1700万円を支払い改修費用を全額負担で契約することとなったが、改修工事に際し多数のホームレスを立ち退かせるなどしたため、市民団体などによって反対運動が行われた。その後ナイキは命名権料は支払うが、名称は宮下公園のままとすることを表明した。なお、宮下公園では行政代執行のうえ、同年9月に工事が開始され、2011年4月に完了した。なお、結局公園は閉鎖されることが決まり、ナイキは2017年3月31日をもって渋谷区と相互に賠償放棄することで命名権協定を途中解約している。